# حقوق الإنسان في أوكرانيا

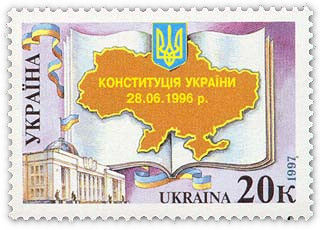

تُعتبر حقوق الإنسان في أوكرانيا موضوعاً مثيراً للجدل، إذ صُنّفت في عام 2018 من قبل منظمات مثل منظمة فريدم هاوس على أنها «حرة جزئياً»، بالرغم من أن وضع حقوق الإنسان كان قد تحسن بشكل كبير عقب ثورة أوروميدان في عام 2014 حسب مؤسسة فريدوم هاوس، إذ حصلت البلاد على تصنيف أفضل في مقاييس التعددية السياسية والانتخابات البرلمانية وشفافية الحكومة. بالتالي صُنّفت اعتباراً من عام 2015 على أنها «حرة جزئياً». وفقاً لمنظمة الأمن والتعاون الأوروبية فإن الانتخابات في أوكرانيا اعتباراً من عام 2015 كانت تحترم العملية الديمقراطية بشكل عام لكن بقي من الضروري بذل جهود إضافية لتعزيز ثقة الشعب. حسب التقرير الأخير لهيومن رايتس ووتش أثناء الحرب المستمرة في دونباس فإن كلا الجانبين ينتهكان قوانين الحرب إذ فرضت الحكومة قيوداً شديدة على حرية وسائل الإعلام ولم تحترم التنوع الجنسي احتراماً تاماً بالإضافة لإصدار البرلمان الأوكراني 21 مايو لعام 2015 قراراً يعلن تعليق اتفاقيات حقوق الإنسان في منطقة دونباس الشرقية.

## المعاهدات الدولية والأوروبية لحقوق الإنسان
تعتبر أوكرانيا جزءاً من المعاهدات الدولية التالية:
- العهد الدولي الخاص بالحقوق المدنية والسياسية (ICCPR).
- البروتوكول الاختياري الأول الملحق بالمعاهدة الدولية الخاصة بالحقوق المدنية والسياسية.
- المعاهدة الدولية الخاصة بالحقوق الاقتصادية والاجتماعية والثقافية.
- اتفاقية القضاء على جميع أشكال التمييز ضد المرأة (CEDAW).
- البروتوكول الاختياري لاتفاقية القضاء على جميع أشكال التمييز ضد المرأة.
- اتفاقية حقوق الطفل (CRC).
- البروتوكول الاختياري لاتفاقية حقوق الطفل بشأن إشراك الأطفال في النزاعات المسلحة.
- الاتفاقية الدولية للقضاء على جميع أشكال التمييز العنصري.
- اتفاقية مناهضة التعذيب وغيره من أشكال المعاملة أو العقوبات القاسية واللا إنسانية أو المهينة.
- البروتوكول الاختياري لاتفاقية مناهضة التعذيب.
- الاتفاقية المتعلقة بوضع اللاجئين لعام 1951.
- البروتوكول المتعلق بوضع اللاجئين الذي وضع في 1967.

اتفاقيات وقعت عليها أوكرانيا ولكنها لم تُقرّ بعد:
- نظام روما الأساسي للمحكمة الجنائية الدولية

تُعتبر أوكرانيا أيضاً جزءاً في المعاهدات الأوروبية التالية:
- الاتفاقية الأوروبية لحماية حقوق الإنسان والحريات الأساسية في عام 1950.
- البروتوكول السادس الملحق بالاتفاقية الأوروبية لحقوق الإنسان بشأن إلغاء عقوبة الإعدام في أوقات السلم في عام 1983.
- البروتوكول رقم 12 لاتفاقية حقوق الإنسان الأوروبية بشأن منع التمييز بشكل كامل في عام 2000.
- البروتوكول رقم 13 الملحق بالاتفاقية الأوروبية لحقوق الإنسان بشأن إلغاء عقوبة الإعدام في جميع الظروف في عام 2002.
- الاتفاقية الإطارية لحماية الأقليات القومية.

## الوضع الحالي

### نظرة عامة
صُنِّفت أوكرانيا في عام 2009 من قبل منظمات مثل فريدم هاوس على أنها "حرة" إذ ذكروا في تقريرهم: "يوجد في أوكرانيا واحد من أكثر المجتمعات المدنية الحيوية في المنطقة حيث يأخذ المواطنون قضاياهم الخاصة ويدافعون عنها بنفسهم بشكل متزايد ويحتجّون إذا لم يرغبوا ببناء أحد الأبنية مثلاً ويكشفون الفساد، ولا توجد قيود على أنشطة المنظمات غير الحكومية والنقابات العمالية تعمل بشكل طبيعي، وعلى الرغم من ذلك فإن الإضرابات والاحتجاجات من قبل العمال كانت تتم بشكل متكرر.
على الرغم من عدم الرضى بشكل عام عن الحالة الاقتصادية في خريف عام 2008، فأصحاب المصانع كانوا ما يزالون على ثقة في أنهم قادرون على الضغط على عمالهم كي يصوتوا وفق رغبة المالكين.
أعربت المنظمات الدولية بعد الانتخابات المبكرة التي حدثت في أوائل عام 2010 عن قلقها فوفقاً لمؤسسة فريدم هاوس «أصبحت أوكرانيا أقل ديمقراطية في عهد الرئيس يانوكوفيتش، وإذا بقيت دون رادع فقد تتجه نحو الاستبداد والفساد» بالإضافة لذكرهم أن الوضع العام أصبح مقيداً أكثر بالنسبة لوسائل الإعلام. وعبروا عن قلقهم من ملاحقة أجهزة الأمن الأوكرانية للشخصيات المعارضة إبان الانتخابات المحلية في أكتوبر من عام 2010 بالإضافة لقمع الحريات الأساسية مثل حرية التجمع والتعبير، وأدى كل هذا إلى تراجع تصنيف أوكرانيا في تصنيف فريدم هاوس من «حر» إلى «حر جزئياً» في تصنيف الحرية حول العالم الصادر في 2011، وفي 2011 كذلك تحدثت منظمة العفو الدولية عن «زيادة في نسبة التعذيب وسوء المعاملة في حجز الشرطة وزيادة القيود المفروضة على حرية التعبير والتجمع، بالإضافة للمظاهر الجماعية لكره الأجانب».
انخفضت أوكرانيا كذلك في عام 2010 على مؤشر مراسلون بلا حدود لحرية الصحافة فقد انخفض ترتيبها من المرتبة 89 إلى 131، واحتلت روسيا المرتبة 140 في حرية الصحافة. وصف الاتحاد الدولي لحقوق الإنسان أوكرانيا في ديسمبر 2011 بأنها «إحدى الدول التي شهدت أخطر انتهاكات لحقوق الإنسان ضد الناشطين الحقوقيين».
خسرت أوكرانيا جميع قضاياها الـ 211 في المحكمة الأوروبية لحقوق الإنسان اعتباراً من 17 يناير 2013.

### الحق في محاكمة عادلة
أضرّت التعديلات التي أدخلت على الدستور ودخلت حيز التنفيذ بالمحاكمة العادلة، ذلك لأنها أعادت إدخال ما يسمى «الإشراف العام من قبل مكتب المدعي العام»، وشملت المشاكل الأخرى: فترات طويلة لمراجعة القضايا بسبب كون المحاكم مثقلة بالأعباء وانتهاك المساواة وعدم مراعاة إمكانية براءة المتهمين والفشل في تنفيذ أحكام المحكمة بسبب ارتفاع مستوى الفساد في المحاكم إذ اشتكى المحامون المستقلون والناشطون في مجال حقوق الإنسان من أن القضاة الأوكرانيين يتعرضون لضغوط من أجل إصدار أحكام معينة، أصبح القضاء أكثر فاعلية وأقل فساداً بعد الثورة البرتقالية وفقاً لفريدم هاوس.
وصفت المفوضية الأوروبية والولايات المتحدة وغيرها من المنظمات الدولية شخصيات سياسية رفيعة المستوى مثل يوليا تيموشينكو ويوري لوتسينكو وإيجور ديدينكو وأناتولي ماكارينكو وفاليري إيفاستشينكو باعتبارهم «غير عادلين وغير شفافين وغير مستقلين» واتهمتهم بالمقاضاة الانتقائية للمعارضين السياسيين. صرح الرئيس فيكتور يانوكوفيتش في أواخر فبراير 2012 أن هذه الاتهامات لا تناسب المعايير والمبادئ الأوروبية.

### حرية الإعلام والمعلومات
حدثت عدة هجمات وتهديدات مجهولة في عام 2007 ضد الصحفيين الذين حققوا أو كشفوا عن فساد أو غيره من أفعال الحكومة في العديد من المقاطعات الأوكرانية. وعبرت لجنة حماية الصحفيين التي تتخذ من الولايات المتحدة مقراً لها على أن هذه الهجمات بالإضافة لتردد الشرطة في ملاحقة الجناة يساعد في تعزيز الاعتقاد بامكانية الإفلات من العقاب لمن هاجموا الصحفيين المستقلين.
تراوح تصنيف أوكرانيا في مؤشر حرية الصحافة التابع لمنظمة مراسلون بلا حدود بحدود المرتبة 90 (89 في 2009- و87 في 2008) بينما كانت قد احتلت المركز 112 في 2002 ووصلت للمركز 132 في 2004.
اشتكى الصحفيون الأوكران ومراقبو الصحافة الدولية منذ انتخاب فيكتور يانوكوفيتش رئيساً للبلاد في فبراير 2010 من تدهور حرية الصحافة في أوكرانيا، أجابهم ينوكوفيتش في مايو 2010 بأنه «يقدّر حرية الصحافة بشدة» وتابع بأن «وسائل الإعلام الحرة والمستقلة يجب أن تضمن وصول المعلومات والحقائق للمجتمع دون أي عوائق»، وبالرغم من ذلك صرح صحفيون مجهولون في مايو 2010 بأنهم كانوا يقومون طوعاً بتكييف تغطيتهم الصحفية بشكل لا يسيء لإدارة يانوكوفيتش وحكومة أزاروف. تنكر حكومة آزاروف والإدارة السياسية والرئيس يانوكوفيتش وجود الرقابة على وسائل الإعلام.
أدت الأزمة الأوكرانية المستمرة في الأشهر الأخيرة إلى تهديد كبير لحرية الصحافة إذ ذكر تقرير صادر عن منظمة الأمن والتعاون في أوروبا في مايو 2014 أنه هناك حوالي 300 حالة هجوم عنيف على وسائل الإعلام في أوكرانيا منذ نوفمبر 2013.
تسببت حملة القمع ضد الذين وصفتهم السلطات «بالانفصاليين» بإثارة الفزع بين مراقبي حقوق الإنسان الغربيين، إذ اعتُبر إغلاق صحيفة «فيستي» من قبل جهاز الأمن الأوكراني في 11 سبتمبر 2014 انتهاكاً للسلامة الإقليمية لأوكرانيا وأدى لإدانة سريعة من لجنة حماية الصحفيين ومنظمة الأمن والتعاون في أوروبا. أغلقت الحكومة الأوكرانية أيضاً العديد من محطات التلفزيون التي تديرها روسيا بحجة أنها تقوم بدعاية غير صحيحة وحظرت الحكومة في فبراير 2017 الاستيراد التجاري للكتب من روسيا والتي كانت تمثل نسبة تصل إلى 60% من جميع الكتب المباعة.

### التعذيب وظروف الاحتجاز
استمر انتشار أخبار التعذيب وسوء المعاملة من قبل الشرطة خلال عام 2007، كما قامت بالاحتجاز لفترات طويلة دون محاكمة، كانت الزنازين المكتظة بالمساجين بالإضافة للظروف اللاإنسانية والظروف الصحية السيئة والافتقار للرعاية الطبية المناسبة أمور تسبب القلق إذ حدثت العديد من محاولات الانتحار الجماعية في بعض المعتقلات!
نُشرت منذ مايو 2016 أدلة جديدة على التعذيب، ووفقاً لمساعد الأمين العام للأمم المتحدة لحقوق الإنسان إيفان سيمونوفيتش فإن كل من السلطات الأوكرانية وسلطات دونيتسك الانفصالية وجمهورية  لوغانسك الشعبية يسمحون بالتعذيب وإنشاء السجون السرية، إذ أصبح تجاهل حقوق الإنسان شيئاً راسخاً ومنهجياً، وذكرت صحيفة نيويورك تايمز أن بعض المعتقلين الذين غادروا أثناء تبادل للسجناء خرجوا بجروح واضحة. علقت لجنة الأمم المتحدة الفرعية لمنع التعذيب في 25 مايو 2016 زيارتها لأوكرانيا بعد أن منعتها الحكومة من الوصول لعدة أماكن في البلاد كان يشتبه بوجود سجون سرية بها.

### انتهاكات حقوق الإنسان والتعامل مع مرض فيروس نقص المناعة البشرية/الإيدز
اتخذت الحكومة الأوكرانية عدداً من الخطوات الإيجابية لمكافحة انتشار فيروس نقص المناعة البشرية/الإيدز ولكن هذه الالتزامات المهمة تُقوَّض غالباً في أنظمة العدالة الجنائية والصحة بسبب الانتهاكات الواسعة لحقوق الإنسان ضد متعاطي المخدرات والعاملين في مجال الجنس والأشخاص المصابين بفيروس نقص المناعة البشرية/الإيدز.

### حقوق اللاجئين والمهاجرين
بسبب الهيكل اللامركزي للغاية والذي يشمل العديد من الوكالات والإدارات الحكومية فإن نظام اللجوء الأوكراني بالكاد يستطيع العمل. فقد كانت عملية إنشاء نظام ترحيل واحد بطيئة بالإضافة للتدخل السياسي في النظام واستمرار انتهاكات حقوق المهاجرين وطالبي اللجوء.